# عادل تاعرابت
عادل تاعرابت (مواليد 24 مايو 1989) لاعب كرة قدم مغربي يلعب في مركز الوسط المهاجم أو الجناح مع الشارقة الإماراتي.

## مسيرته

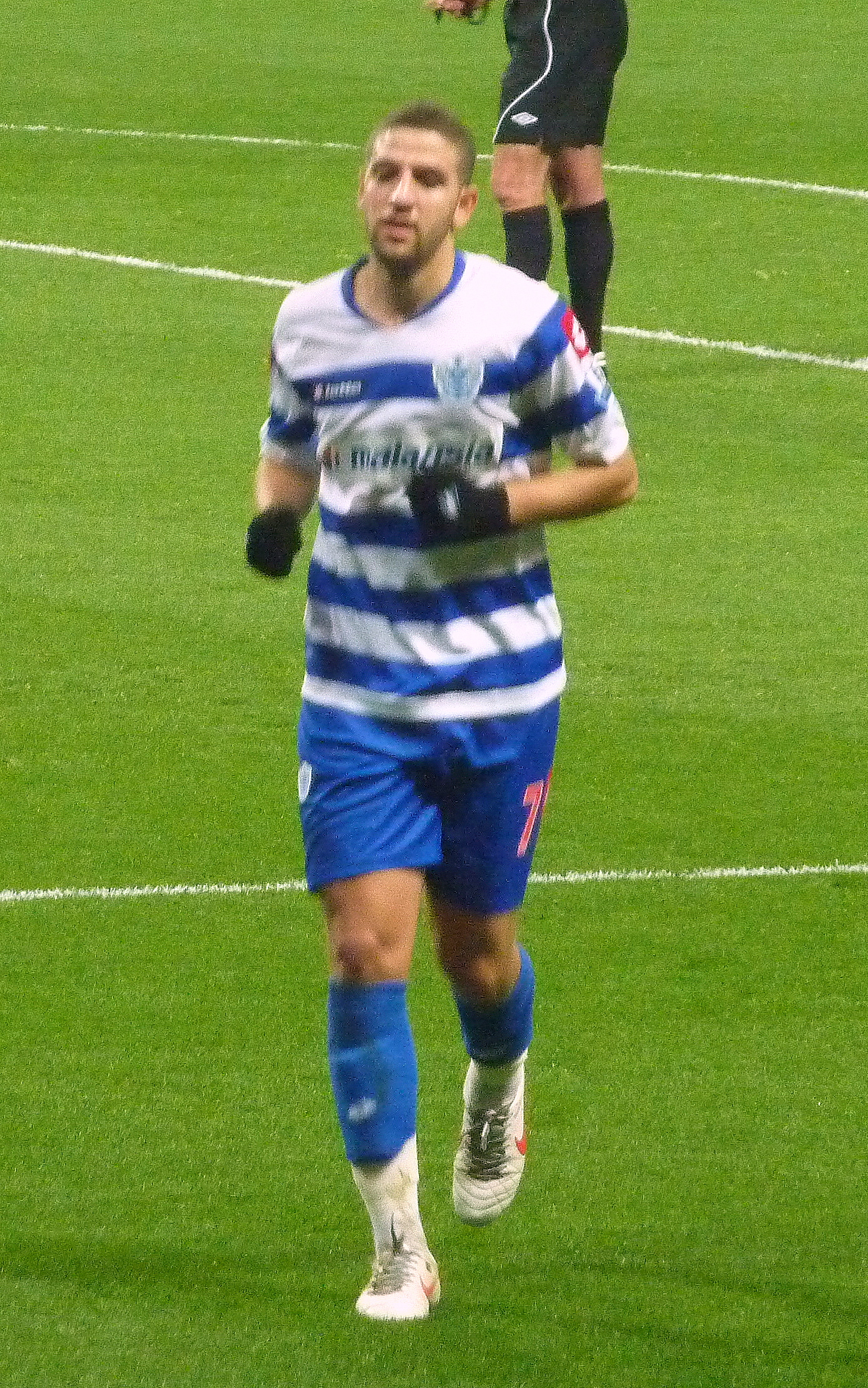
عادل تاعرابت مع نادي كوينز بارك رينجرز سنة 2011

### لينس
ولد عادل تاعرابت في مدينة تازة بالمغرب، وبدأ مسيرته الكروية مع نادي لانس في عام 2006، ولعب معهم مباراة واحدة، وفي عام 2007 انتقل إلى نادي توتنهام هوتسبر الإنجليزي.

### توتنهام
وفي عام 2007 انضم الجناح المغربي عادل تاعرابت لنادي توتنهام الإنجليزي قادما من نادي لينس الفرنسي
ولم يلعب عادل كثيرا مع توتنهام، كان دائما يجلس على دكة البدلاء، وفي عام 2009 بالتحديد اعار نادي توتنهام لاعبه عادل تاعرابت إلى كوينز بارك رينجرز الإنجليزي لموسم واحد فقط ومن ثم يعود للعب مع توتنهام.

### كوينز بارك
في 13 مارس 2009، انضم تاعرابت إلى نادي كوينز بارك رينجرز في دوري البطولة على سبيل الإعارة حتى نهاية موسم 2008-2009. وسجل هدفه الأول مع كوينز بارك رينجرز في فوز 2-1 على بريستول سيتي. وانتهت فترة إعارته بعد تعرضه لإصابة في الركبة تطلبت إجراء عملية جراحية. في 23 يوليو 2009، عاد تاعرابت إلى كوينز بارك رينجرز على سبيل الإعارة لمدة موسم لموسم 2009-2010. في 1 أكتوبر، سجل تاعرابت "ضربة رائعة" في مباراة ضد بريستون نورث إند. حيث جمع الكرة على صدره داخل نصف ملعب كوينز بارك رينجرز، وراوغ 20 ياردة بين ثلاثة لاعبين وسدد كرة من مسافة 25 ياردة. أكد توتنهام في أكتوبر 2009 أن تعرابت يمكنه البقاء في كوينز بارك رينجرز للموسم بشرط ألا يتقدم أي نادٍ من الدوري الإنجليزي الممتاز بعرض لشرائه في فترة الانتقالات في يناير. لم يتمكن كوينز بارك رينجرز من جعل الانتقال دائمًا لأنهم لم يتمكنوا من تحمل التقييم البالغ 4.5 مليون جنيه إسترليني الذي وضعه نادي توتنهام على تعرابت.
في 11 يوليو 2012، وقع تعرابت عقدًا جديدًا لمدة ثلاث سنوات مع كوينز بارك رينجرز، ليظل في النادي حتى يونيو 2015. في 1 أكتوبر 2012، سجل هدفه الأول في الموسم ضد وست هام يونايتد بتسديدة بعيدة المدى بعد مراوغة لاعبين. سجل هدفه الثاني في ثلاث مباريات بتسديدة قوية خارج أرضه ضد وست بروميتش ألبيون في 6 أكتوبر. في 15 ديسمبر، سجل هدفي فوز كوينز بارك رينجرز الأول في موسم 2012-13، بفوزه 2-1 على منافسه في غرب لندن نادي فولهام، والثاني بمراوغة مذهلة انتهت بتسديدة على الجانب الخارجي من قدمه. أشاد المدير الفني هاري ريدناب بتاعرابت بقوله: "لقد كان أحد أفضل العروض على الإطلاق، كما شعرت".
في 2 يناير 2013، في ثاني فوز لكوينز بارك رينجرز في الموسم، بفوزه 1-0 خارج أرضه على منافسه نادي تشيلسي، لعب تاعرابت في مركز مهاجم غير مألوف له، وحصل على جائزة رجل المباراة وساعد في إحراز الهدف الوحيد، والذي وصف بأنه "على طريقة بيليه".

### فولهام
انضم تاعرابت إلى نادي فولهام في أغسطس 2013 لموسم واحد على سبيل الإعارة، وكان تاعرابت قد دخل في خلاف مع مدرب فريق كوينز بارك روينجرز هاري ريدناب، الأمر الذي جعل الأخير يطرد تاعرابت من معسكر الفريق، مطالبا إدارة الفريق بتسريحه، وتجدر الإشارة، أن مدرب فولهام مارتن يول أعرب عن رغبته في ضم الدولي المغربي منذ مدة، حيث كان المدرب وراء جلبه إلى الدوري الإنجليزي من فريق لانس الفرنسي حينما كان يول مدربا لفريق توتنهام.

### ميلان
في 30 يناير 2014، وقع تاعرابت مع نادي ميلان حتى نهاية الموسم، مما يدل على طموح الروسونيري المتجدد في سوق الانتقالات. سجل هدفه الأول لميلان بعد ثماني دقائق من ظهوره الأول، ضد نادي نابولي، بعد أن تصدى للكرة في نصف ملعبه وراوغ في منتصف الملعب ليسجل من خارج منطقة الجزاء في خسارة 3-1. في 19 فبراير، ظهر لأول مرة في دوري أبطال أوروبا، في مباراة الذهاب من دور الستة عشر في خسارة 1-0 في سان سيرو أمام أتلتيكو مدريد.

### بنفيكا
في 12 يونيو 2015، وقع تاعرابت عقدًا لمدة خمس سنوات مع بطل البرتغال نادي بنفيكا مقابل رسوم انتقال بقيمة 4 ملايين يورو. في 10 يناير 2017، انضم إلى نادي جنوة الإيطالي على سبيل الإعارة حتى يونيو 2018.
عاد تاعرابت إلى الفريق الأول في فبراير 2019، حيث ظهر لأول مرة في 30 مارس 2019 كبديل في الدقيقة 71 في فوز 1-0 على أرضه على نادي تونديلا في الدوري البرتغالي الممتاز.
خلال موسم 2019-20، أثبت تاعرابت نفسه كلاعب أساسي منتظم لبنفيكا في مركز خط وسط. في 1 سبتمبر 2022، أعلن بنفيكا إنهاء عقده محققا معهم لقبي الدوري البرتغالي وكأس السوبر.

## مسيرته الدولية
كان أول لقاء دولي له في 11 فبراير 2009 ضد منتخب التشيك وانتهى بالتعادل السلبي 0 - 0 وقدم تاعرابت أداء رائعا وشارك مع المنتخب المغربي في 18 مباراة وتمكن من تسجيل 4 أهداف.
عرف على اللاعب عادل تاعرابت أنه لاعب مزاجي ومتقلب، فقد قرر اعتزال اللعب دوليا مرتين ثم عاد للمشاركة مع المتخب المغربي.
يتميز أسلوب لعبه بالمراوغات الفنية وبخفة حركته في أرض الملعب، مما جعل الكثير من نقاد الكرة يشبهونه باللاعب زين الدين زيدان.
مزاجيته المتقلبة وأنانيته أحيانا أثناء اللعب صرفت نظر العديد من الأندية ا الكبيرة عن انتدابه.
قرر عادل تاعرابت اعتزال اللعب دوليا، يوم 4 يونيو 2011 بعد علمه بعدم دخوله كـ أساسي في مباراة الجزائر يوم 4 يونيو ليغادر معسكر المنتخب المغربي في مدينة مراكش إلى مرسيليا بفرنسا لإكمال عطلته الصيفية. لكنه اعتدر للمغاربة وعاد للعب مع المنتخب المغربي في مباراته ضد منتخب تانزانيا وسجل هدفا في المباراة التي فاز بها المنتخب المغربي 3-1 وتاهل إلى نهائيات كاس امم أفريقيا.
ثم عاد ليختفي عن الساحة الدولية بسبب عدم إستدعائه من طرف الناخب الجديد هيرفي رونار وبعد 5 سنوات وبعد رحيل المدرب هيرفي رونار ناد المدرب الجديد وحيد خليلهودزيتش على عادل لخوض مباراة ودية ضد بوركينا فاسو إنتهت بالتعادل 1-1 ولاقى مردود تاعرابت إعجاب المدرب.

## جوائز وتكريمات

### مع الأندية
نادي بنفيكا
- الدوري البرتغالي الممتاز: 2018–19[6]
- كأس السوبر البرتغالي: 2019[7]

 توتنهام
- كأس رابطة الأندية الإنجليزية المحترفة: 2007–08[8]

 كوينز بارك رينجرز
- دوري البطولة الإنجليزية: 2010–11[9]

 نادي الشارقة
- دوري أبطال آسيا 2: 2024–25[10]

### ألقاب فردية
- تشكيلة العام في دوري البطولة الإنجليزية لسنة 2010-2011[11]
- لاعب الشهر في دوري البطولة الإنجليزية: غشت 2010[12]
- أفضل لاعب في دوري البطولة الإنجليزية: 2010-2011[13]
- أفضل ممرر في دوري البطولة الإنجليزية: 2010-2011 برصيد (16 تمريرة)[13]
- هداف بطولة كأس رئيس الدولة الإماراتي: 2023–24[14]

## روابط خارجية
- عادل تاعرابت على موقع الاتحاد الدولي (مؤرشف)  (الإنجليزية)
- عادل تاعرابت على موقع الاتحاد الأوربي (الإنجليزية)
- عادل تاعرابت على موقع رابطة كرة القدم الفرنسية للمحترفين (الإنجليزية)
- عادل تاعرابت على موقع قاعدة بيانات كرة القدم.إي يو (الإنجليزية)
- عادل تاعرابت على موقع ليكيب (الفرنسية)
- عادل تاعرابت على موقع ناشيونال فوتبول تيمز (الإنجليزية)
- عادل تاعرابت على موقع Soccerbase.com (لاعب) (الإنجليزية)
- عادل تاعرابت على موقع Soccerway.com (الإنجليزية)
- عادل تاعرابت على موقع عالم كرة القدم.نت (الإنجليزية)
- عادل تاعرابت على موقع AS.com (الإسبانية)